# قائمة المواقع والمعالم المصنفة في ولاية المسيلة
هذه قائمة حصرية للمواقع الأثرية و المعالم التاريخية المصنفـــة حسب وزارة الثقافة والاتصال (الجزائر) لولاية المسيلة
| رقم    | اسم           | وصف              | موقع | مدينة | قسم     | الإحداثيات                                    | صورة        |
| ------ | ------------- | ---------------- | ---- | ----- | ------- | --------------------------------------------- | ----------- |
| 28-001 | قلعة بني حماد |                  |      |       | المسيلة | 35°02′53″N 4°09′10″E / 35.047987°N 4.152832°E | Upload file |
| 28-002 | معقل الجرف    | احداثيات تقريبية |      |       | المسيلة | 35°18′26″N 4°14′02″E / 35.307281°N 4.233856°E | صورة        |